# Jan Ksawery Kaniewski
Jan Ksawery Kaniewski, aussi connu sous son nom en italien, Francesco Saverio Kaniewski, traduit en français Jean Xavier Kaniewski, est un artiste-peintre polonais, né à Krasiłów ou Krassyliv (Podolie, Ukraine, Empire russe) le 10 mai 1805, et mort à Varsovie le 13 avril 1867 .

## Biographie
Il a été lycéen au Liceum Krzemienieckie à Krzemieniec (en polonais) où il a reçu ses premiers cours de dessin et de peinture de Józef Pitschmann où il a été en 1825 professeur adjoint de dessin. Entre 1827 et 1833 il a étudié à l'académie impériale des beaux-arts à Saint-Pétersbourg. Il y a obtenu une médaille d'or pour le tableau Alexandre de Macédoine.
Après avoir été diplômé comme "artiste libre" (polonais : wolny artysta), il est allé à Rome grâce à une bourse du gouvernement russe, où il est arrivé en novembre 1833, via Dresde, Vienne, Bologne et Florence. Il a alors connu la célébrité grâce au portrait en pied du pape Grégoire XVI commandé par le tsar Nicolas Ier, les tableaux Le Saint Père célébrant la messe dans l'église de Saint-Pierre et Le Christ ressuscitant la veuve de Naïm, ainsi que d'excellentes copies de La Madone de Foligno et de l' Attila marchant à la ruine de Rome par Raphaël et qui lui ont valu d'être reçu chevalier de l'ordre de l'Éperon d'or et a été élu membre de l'Académie pontificale des beaux-arts et des lettres des virtuoses au Panthéon. Il a aussi fait le portrait de Gaetano Moroni, à Rome.

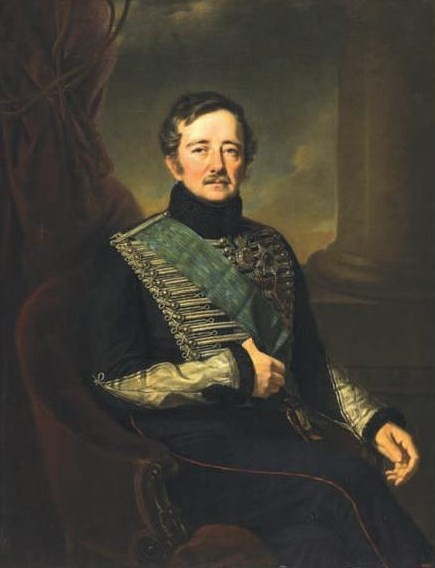
Feldmarschall Ivan Paskevitch (1845)

Dans les années 1842–1846 il est de retour à Saint-Pétersbourg, où il est reçu académicien en 1845 après la réalisation du portrait du Feldmarschall Ivan Paskevitch. En 1846, il s'est installé à Varsovie où, après la mort d'Aleksander Kokular, il a occupé la chaire de professeur de dessin et peinture de portrait de l'école des beaux-arts de Varsovie, puis de directeur de 1858 à 1864, sous le patronage du tsar Alexandre II.
Il a rédigé avec Bolesław Podczaszyński (pl), professeur d'architecture à l'école des beaux-arts de Varsovie, le catalogue des tableaux du palais Łazienki de Varsovie publié en 1851.
En 1860 il a été un des fondateurs de la Société pour l'encouragement des Arts (en polonais : Towarzystwo Zachęty Sztuk Pięknych), dans laquelle il est resté membre jusqu'à sa mort.
En 1864, après la fermeture de l'École des beaux-arts à la suite de Insurrection polonaise, Kaniewski a continué à tenir un cours de dessin.
Son travail comprend plusieurs portraits de membre de la famille impériale russe, avec le tsar Alexandre II, et des dignitaires du Royaume du Congrès polonais.